# Poinson-lès-Fayl
Poinson-lès-Fayl település Franciaországban, Haute-Marne megyében. Lakosainak száma 207 fő (2022. január 1.). Poinson-lès-Fayl Champsevraine, Fayl-Billot, Genevrières és Pressigny községekkel határos.

## Népesség
A település népességének változása:
| Lakosok száma | 257  | 187  | 198  | 232  | 227  | 230  | 218  | 213  | 210  | 207  |
|               | 1968 | 1990 | 2006 | 2011 | 2015 | 2016 | 2018 | 2019 | 2021 | 2022 |